# Electoral College

Verteilung der Wahlleute für die Präsidentschaftswahlen 2024 (rot für Republikaner und blau für Demokraten)

Das Electoral College (deutsch: Wahlmännerkollegium) ist das Organ in den Vereinigten Staaten, das alle vier Jahre den Präsidenten und den Vizepräsidenten wählt. Es besteht aus 538 Wahlleuten, die im Rahmen der Präsidentschaftswahlen von den 50 Bundesstaaten sowie dem Bundesdistrikt entsandt werden. Die Zahl der Wahlleute bemisst sich an der Zahl der einem Staat zugemessenen Mitglieder des Kongresses (Senat und Repräsentantenhaus).

## Begriffe
Der englische Begriff electoral college wird im Deutschen häufig nicht übersetzt und als „das Electoral College“ bezeichnet. Mögliche Übersetzungen sind „Wahlmännerkollegium“, „Wahlkollegium“ oder „Wahlleutekollegium“. Entsprechend werden die im Englischen als electors bezeichneten Mitglieder des Kollegiums im Deutschen als „Wahlmänner“, „Wahlleute“ oder „Elektoren“ bezeichnet. Die Stimmen der Mitglieder werden als electoral vote bezeichnet.
Die von der wahlberechtigten Bevölkerung bei einer Präsidentschaftswahl abgegebenen Stimmen werden popular vote genannt.

## Rechtsgrundlage
Die Grundlagen des Electoral College werden im zweiten Artikel der Verfassung der Vereinigten Staaten beschrieben. Allerdings wurde diese Regelung durch den 1804 in Kraft getretenen 12. Verfassungszusatz geändert: In den ersten vier Wahlen (bis einschließlich der Wahl von 1800) wurden Präsident und Vizepräsident nicht getrennt gewählt, sondern der Erstplatzierte wurde Präsident, der zweite Vizepräsident. Damit hatte man jedoch in Kauf genommen, jeweils den stimmenstärksten (und somit in der Regel den schärfsten) Kontrahenten des Präsidenten zu seinem Stellvertreter zu machen. Zudem kam es, von den Verfassungsvätern nicht vorhergesehen, alsbald zur Bildung von Parteien. Das so von Verfassung wegen in der Staatsspitze angelegte Konfliktpotential kam infolge der unumstrittenen Autorität George Washingtons in den ersten beiden Amtsperioden noch nicht zum Tragen, machte sich aber bereits bei der darauffolgenden Wahl von 1796 unangenehm bemerkbar, als Präsident und Vizepräsident zwei verschiedenen politischen Lagern angehörten. Nachdem es bei der Wahl von 1800 zu einem Gleichstand zwischen Thomas Jefferson und seinem designierten Vizepräsidenten Aaron Burr gekommen war, konnte – trotz des Umstands, dass beide demselben politischen Lager angehörten – erst nach sechsunddreißig Wahlgängen im Repräsentantenhaus eine Entscheidung (zugunsten Jeffersons) herbeigeführt werden. Seither werden Präsident und Vizepräsident im Rahmen eines sogenannten „ticket“ gemeinsam gewählt.
1961 wurde durch den 23. Zusatzartikel dem Bundesdistrikt das Recht gewährt, Wahlleute zu stellen.

## Historisches

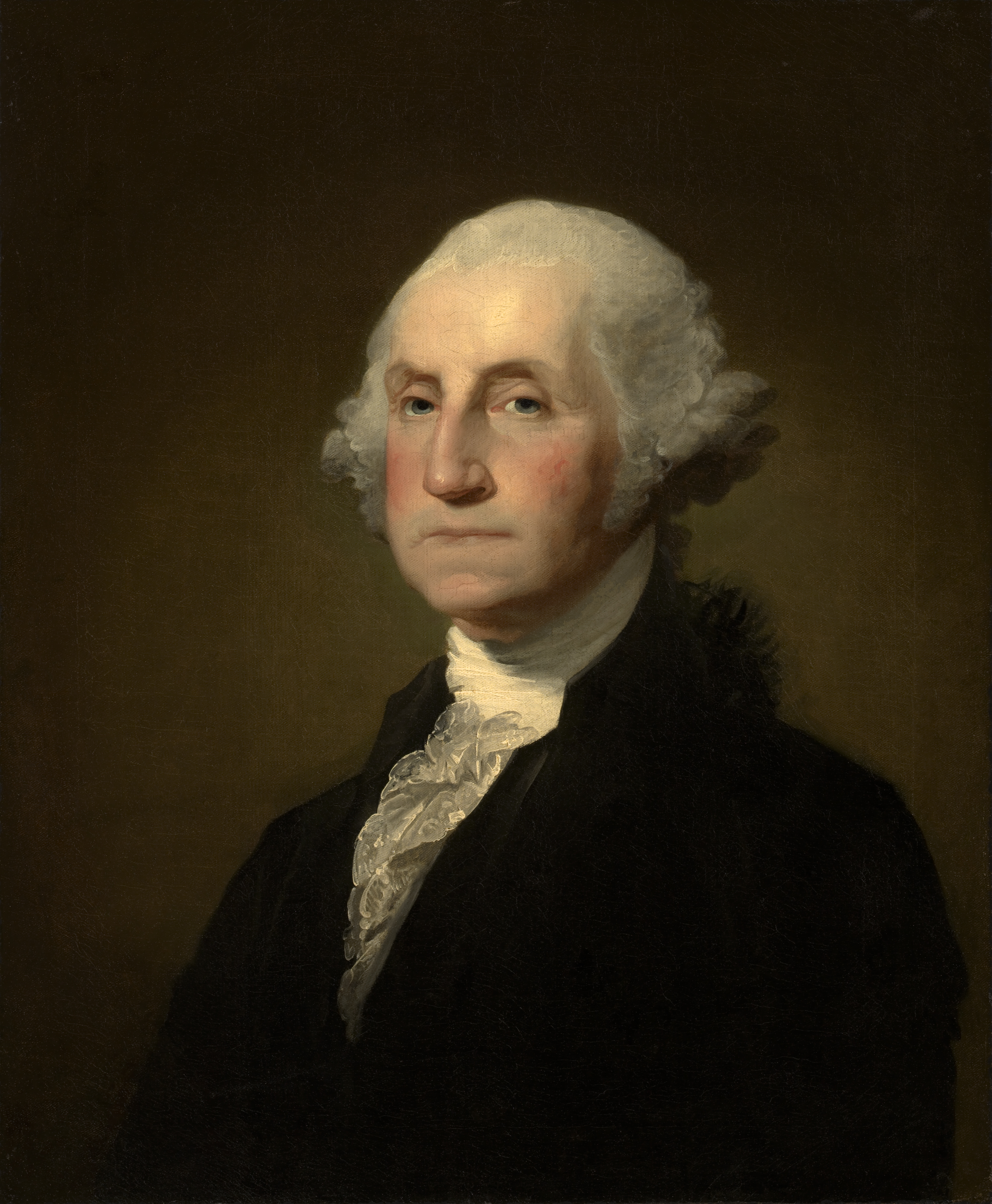
George Washington, der einzige Präsident, der jemals 100 % aller Wahlmännerstimmen erhielt

George Washington vereinte bei den beiden ersten Präsidentschaftswahlen (1789 und 1792) jeweils sämtliche Wahlmännerstimmen auf sich, was nach ihm keinem Präsidenten mehr gelang, wenngleich bei acht weiteren Wahlen Wahlmänner-Stimmanteile von mehr als 90 % erreicht wurden – James Monroe 1820 (231 Wahlmännerstimmen bei einer Gegenstimme, 99,57 %), Franklin D. Roosevelt 1936 (523 zu 8, 98,49 %), Ronald Reagan 1984 (525 zu 13, 97,58 %, zugleich die höchste Zahl bislang erzielter Wahlmännerstimmen), Richard Nixon 1972 (520 zu 17, 96,65 %), Thomas Jefferson 1804 (162 zu 14, 92,05 %), Abraham Lincoln 1864 (212 zu 21, 90,99 %, mit der Einschränkung, dass kriegsbedingt nur in den Nordstaaten sowie zwei von der Union gehaltenen Südstaaten gewählt wurde – die Wahlmännerstimmen der letzteren wurden jedoch nicht gezählt), Ronald Reagan 1980 (489 zu 49, 90,89 %) und Lyndon B. Johnson 1964 (486 zu 52, 90,33 %).
Am anderen Ende der Skala findet sich die Wahl von 1824, als keiner der Kandidaten die absolute Mehrheit der Wahlmännerstimmen auf sich vereinte und das Repräsentantenhaus John Quincy Adams zum Präsidenten kürte, der bis heute der einzige Präsident ist, der ohne Mehrheit der Wahlmänner in dieses Amt gelangte. Rutherford B. Hayes wurde mit der denkbar knappsten Mehrheit von einer einzigen Wahlmännerstimme gewählt (50,14 %), was allerdings auch auf die Besonderheiten der Wahl von 1876 zurückzuführen war, als es bei zunächst unklarem Wahlausgang und unklarer Zusammensetzung des Wahlmännerkollegiums zu einem Konflikt kam, der letzten Endes durch einen Kompromiss beigelegt wurde. In mehreren weiteren Wahlen wurden nur knappe Mehrheiten an Wahlmännern erzielt, so etwa im Jahr 2000, als George W. Bush auf 271 zu 266 Wahlmännerstimmen kam (50,47 %), und 1796, als John Adams 71 zu 68 Wahlmännerstimmen (51,08 %) erzielte. Bislang kam es bei drei Wahlen (1848, 1880 und 2020) zu einem Gleichstand der Kandidaten der großen Parteien in Hinblick auf die Zahl der jeweils von ihnen gewonnenen Bundesstaaten (wenngleich auch nicht zu einem Gleichstand der Wahlmännerstimmen).
Nicht selten werden die Wahlmännerstimmen einem der Kandidaten bei sehr knappen Mehrheiten auf Bundesstaatenebene zugeschlagen; mitunter entscheiden dabei sehr wenige Stimmen darüber, welcher Kandidat die entscheidenden Wahlmännerstimmen erhält. Bei der Wahl von 1884 war das Ergebnis im Staat New York ausschlaggebend, den der Wahlsieger Grover Cleveland mit einer Differenz von 0,1 % (1.149 Stimmen) gewann. Die Präsidentschaftswahl des Jahres 2000 wurde in Florida entschieden, wo George W. Bush einen Vorsprung von lediglich 537 Stimmen erzielte, was einer Stimmdifferenz von 0,009 % entsprach. Wahlentscheidend waren kleine Stimmdifferenzen zudem insbesondere bei den Wahlen von 1916 (als Wilson den bei dieser Wahl den Ausschlag gebenden Staat Kalifornien mit einem Vorsprung von nur 3.773 Stimmen – 0,38 % – errang), 1948 (keine Wahlmänner-Mehrheit für Truman, wenn er nur in zwei der drei knapp errungenen Staaten Kalifornien, Illinois und Ohio nicht gesiegt hätte), 1960 und 2016. Bei der Wahl von 2020 wäre es zu einem Gleichstand der Wahlmännerstimmen gekommen, wenn die drei von Biden nur mit hauchdünner Mehrheit errungenen Staaten Georgia (0,23 %), Arizona (0,31 %) und Wisconsin (0,63 %) an Trump gegangen wären.
Im Jahr 2000 kam es zu einer ausdrücklichen Stimmenthaltung aus Protest dagegen, dass die Bürger von Washington D. C. im Senat nicht vertreten sind; in mehreren Wahlen gaben einzelne Wahlmänner ihre Stimmen nicht ab (je drei in den Wahlen von 1788/89 und 1792 sowie je einer bei den Wahlen von 1812 und 1864, im letzteren Fall, weil der betreffende Wahlmann eingeschneit war).

### „Faithless electors“
Die Wahlmänner sind zwar gehalten, die Stimme demjenigen Kandidaten zu geben, auf dessen Konto sie gewählt wurden; das wird jedoch durch die geheime Wahl oder durch sehr niedrige Strafen im Falle des Nichteinhaltens nicht garantiert. Nur fünf Bundesstaaten (Kalifornien, Oklahoma, New Mexico sowie North und South Carolina) sehen überhaupt Geldbußen vor, lediglich in vierzehn Staaten ist vorgesehen, dass abweichende Stimmen ungültig sind. Aus diesem Grund kommt es regelmäßig vor, dass einzelne Wahlmänner entgegen dem Wählerauftrag stimmen. Allerdings hat ein solcher faithless elector (untreuer Wahlmann) auf Ebene der Abstimmung zur Wahl des Präsidenten noch nie dazu geführt, dass der andere Kandidat gewählt oder die Wahl mangels einer absoluten Mehrheit der Wahlmännerstimmen auf das Repräsentantenhaus verlagert wurde. Auf Ebene der Vizepräsidentenwahl ist dies bereits einmal vorgefallen: Bei der Wahl von 1836 wurden Van Burens running mate Richard Mentor Johnson wegen seiner Beziehung mit einer teils afrikanischstämmigen Frau alle 23 Wahlmännerstimmen Virginias vorenthalten, so dass er die absolute Mehrheit verfehlte und vom Senat eingesetzt werden musste.
Problematisch sind faithless electors in der Regel nicht, weil sie das gegnerische Lager stärken, sondern weil sie (auch sofern ihre Stimmen ungültig sind) das eigene Lager schwächen: In den meisten Fällen verwendeten „faithless electors“ ihre Stimmen auf die (jedenfalls bei der Abstimmung im Wahlmännerkollegium chancenlosen) Kandidaten von Kleinparteien oder auf Personen, die nicht zur Wahl standen. Sie gaben ihre Stimme dagegen kaum jemals dem gegnerischen Kandidaten der jeweils anderen großen Partei (das fiel auf Ebene der Präsidentenwahl lediglich bei der Wahl von 1796 vor, als Samuel Miles, ein Wahlmann aus Pennsylvania, Thomas Jefferson seine für John Adams bestimmte Wahlmännerstimme gab, auf Ebene des Vizepräsidenten gaben drei Wahlmänner 1812 ihre Vizepräsidentenstimmen dem gegnerischen Kandidaten). Selten wurde dem Vizepräsidentschaftskandidaten eine Präsidentenstimme gegeben oder umgekehrt dem Präsidentschaftskandidaten eine Vizepräsidentenstimme: Bei den Wahlen von 1808 sowie 1988 fiel beides vor, 2004 erhielt der demokratische Vizepräsidentschaftskandidat – anscheinend irrtümlich – eine Präsidentenstimme. Auf Ebene des Vizepräsidenten wurde bei der Wahl von 1808 in einem Fall die Vizepräsidentenstimme einem Mitbewerber derselben Partei zugewendet.
Beispiele von auf die Kandidaten von Kleinparteien und auf nicht zur Wahl stehende Personen verwendete Wahlmännerstimmen waren je eine Stimme für James B. Weaver (Populist Party) bei der Wahl von 1892, für Strom Thurmond (Dixiecrats) bei der Wahl von 1948, für George Wallace (American Independent Party) bei der Wahl von 1968, für John Hosper (Libertarian Party) bei der Wahl von 1972 und für Faith Spotted Eagle bei der Wahl von 2016. Zu den bekannteren Beispielen für faithless electors im Übrigen zählen 2 Wahlmännerstimmen für den nach zwei Amtszeiten nicht mehr angetretenen George Washington bei den Wahlen von 1796 sowie die faithless electors der Wahl von 1872. Damals war Horace Greeley, der von den Demokraten unterstützte Kandidat der Liberal-Republikanischen Partei, nach der Präsidentschaftswahl, aber noch vor der Stimmabgabe durch die Wahlmänner verstorben. Hierauf erhielten (neben ungültigen drei Stimmen für den toten Horace Greeley) vier Personen, die nicht als Präsidentschaftskandidat zur Wahl angetreten waren, Wahlmännerstimmen für die Wahl zum Präsidenten, darunter 42 Stimmen für den Demokraten Thomas A. Hendricks und 18 Stimmen für Benjamin G. Brown, Greeleys running mate. Außergewöhnlich viele faithless electors traten auch bei der Wahl von 2016 auf, als fünf Wahlmänner, die Hillary Clinton, und zwei, die Trump verpflichtet waren, ihre Stimme auf fünf verschiedene Personen verwendeten, die bei der Wahl nicht angetreten waren (zuzüglich zweier weiterer abweichender Stimmen, die aber ungültig waren).

### „Unpledged electors“
Von den faithless electors sind sogenannte unpledged electors (nicht festgelegte Wahlmänner) zu unterscheiden. Abgesehen von einigen Wahlmännerkandidaten bei der Wahl von 1820, die ohne jede Bedeutung blieben, traten sie um die Mitte des 20. Jahrhunderts in den Südstaaten auf, da die Demokratische Partei bereits seit etwa dem ersten Viertel des 20. Jahrhunderts begonnen hatte, nach links zu rücken – ein Trend, der sich unter der Präsidentschaft Franklin D. Roosevelt noch beschleunigte. Als Reaktion darauf kam es unter konservativen Demokraten des Südens zu mehreren Versuchen (1944, 1956, 1960 und 1964), Wahlmänner in das Wahlmännerkollegium einzuführen, die nicht dem jeweiligen demokratischen Kandidaten verpflichtet waren. Diese Wahlmänner wären bei knappem Ausgang der Wahlen das Zünglein an der Waage gewesen und hätten damit dem (demokratischen oder republikanischen) Präsidentschaftskandidaten im Tausch gegen ihre Wahlmännerstimmen Zugeständnisse abringen oder die Präsidentschaftswahl auf das Repräsentantenhaus verlagern können. Die einzige Wahl, bei der es solchen Wahlmännern gelang, in das Wahlmännerkollegium gewählt zu werden, war die Wahl von 1960, als 14 unpledged electors (acht aus Mississippi, sechs aus Alabama) in das Wahlmännerkollegium einzogen. Sie konnten wegen der klaren Wahlmännerstimmenmehrheit für den demokratischen Kandidaten John F. Kennedy aber nichts ausrichten. Ihre Stimmen ließen sie dem Senator Harry Byrd zukommen, der zwar nicht kandidiert hatte, aber neben den genannten 14 Stimmen außerdem die Stimme eines faithless elector erhielt. (Davon abgesehen hatte Georgia zudem seine 12 Wahlmänner gesetzlich für unpledged erklärt, jedoch gaben alle Wahlmänner dieses Staats gleichwohl ihre Stimme für Kennedy ab; auch diese Wahlmänner hätten andernfalls am Wahlausgang nichts geändert.) Dieses Vorgehen wechselte sich mit anderen Versuchen der Einflussnahme auf den Ausgang von Präsidentschaftswahlen ab, namentlich der Unterstützung eines unabhängigen Präsidentschaftskandidaten in den Wahlen von 1948 (Strom Thurmonds „Dixiecrats“), in gewisser Weise auch in den Wahlen von 1968 (George Wallaces „American Independent Party“).

### Sonstiges
Erstaunlicherweise erhielten mehrere Personen, die später zum Präsidenten gewählt wurden, bereits in der vorhergehenden Wahl, in der sie noch nicht als Kandidat angetreten waren, jeweils eine Wahlmännerstimme von einem faithless elector: John Quincy Adams und Ronald Reagan erhielten bereits in den Wahlen von 1820 bzw. 1976, zu denen sie nicht als Kandidat angetreten waren, je eine Wahlmännerstimme – beide wurden vier Jahre später tatsächlich zum Präsidenten gewählt (John Quincy Adams hatte darüber hinaus 1808 eine Vizepräsidentenstimme erhalten). In der Wahl von 1824 erhielt der 1832 zum Vizepräsidenten, 1836 zum Präsidenten gewählte Martin Van Buren bereits neun Stimmen für die Vizepräsidentschaft, in der Wahl von 1840 erhielt der 1844 zum Präsidenten gewählte James K. Polk bereits eine Stimme für das Amt des Vizepräsidenten. 1808 erhielt James Monroe, der 1816 und 1820 zum Präsidenten gewählt werden sollte, bereits drei Stimmen von faithless electors für das Amt des Vizepräsidenten. Barry Goldwater erhielt 1960 eine Wahlmännerstimme als Vizepräsident und trat bei der Wahl von 1964 als Präsidentschaftskandidat der Republikaner an, unterlag allerdings dem Amtsinhaber Lyndon B. Johnson.
Nach der Wahl von 1840 bekamen unter anderem vier Personen Wahlmännerstimmen (als Präsidentschafts- oder Vizepräsidentschaftskandidaten), die entweder bereits Präsident waren oder es (und zwar zeitlich direkt aufeinander folgend) noch werden sollten: der amtierende Präsident Martin Van Buren, dessen Nachfolger William H. Harrison, dessen running mate und Nachfolger John Tyler sowie (aufgrund der Stimme eines faithless elector) dessen Nachfolger James Polk. Demgegenüber ist es weniger außergewöhnlich, wenn im Zuge einer Wahl gleich drei (gegenwärtige, frühere und künftige) Präsidenten Wahlmännerstimmen für die Präsidentschaft oder Vizepräsidentschaft erhalten: so erfolgte das bei den Wahlen von 1792, 1796 (wegen einiger Wahlmännerstimmen für den scheidenden Präsidenten George Washington), 1808 (eine Vizepräsidentenstimme für den späteren Präsidenten John Quincy Adams), 1836, 1848, 1912, 1920 (beide Vizepräsidentschaftskandidaten der großen Parteien, Coolidge und Franklin D. Roosevelt, wurden später Präsident), 1960, 1976 (eine Wahlmännerstimme für den nicht als Kandidat angetretenen, 1980 gewählten Reagan) und 1980.

## Zusammensetzung
Jeder Bundesstaat hat so viele Wahlleute, wie er Vertreter in beiden Häusern des Kongresses zusammen hat. Der Bundesdistrikt, der die Hauptstadt Washington umfasst, hat so viele Wahlleute, wie er Vertreter in beiden Häusern des Kongresses haben würde, wenn er ein Staat wäre, aber auf jeden Fall nicht mehr als der von der Bevölkerungszahl her kleinste Staat.
Die derzeitige Zahl von 538 Wahlleuten ergibt sich daher folgendermaßen:
- Das Repräsentantenhaus hat seit 1911 eine festgelegte Größe von 435 Abgeordneten. Die Verteilung der Abgeordneten auf die Staaten wird durch das Hill/Huntington-Verfahren nach den Bevölkerungszahlen bestimmt, die alle 10 Jahre in der Volkszählung, dem United States Census, erhoben werden. Zuletzt wurde diese Erhebung 2020 durchgeführt. Sie war somit relevant für die Präsidentschaftswahl in den Vereinigten Staaten 2024 und wird es auch noch für die Präsidentschaftswahl 2028 sein. Jedem Staat steht mindestens ein Abgeordneter zu.
- Darüber hinaus hat jeder Staat unabhängig von der Bevölkerungszahl zwei Senatoren im Senat, also derzeit 100. Änderungen können sich hierbei nur beim Beitritt weiterer Bundesstaaten ergeben.
- Der Bundesdistrikt darf so viele Wahlleute entsenden, als ob er ein Staat mit vergleichbarer Bevölkerungszahl wäre, jedoch nicht mehr als der bevölkerungsärmste Staat. Sieben Staaten haben derzeit nur einen Repräsentanten, sodass die Zahl der Wahlleute für den Bundesdistrikt auf 3 begrenzt ist (entsprechend zwei Senatoren und einem Repräsentanten). Allerdings hätte er auch ohne diese Einschränkung nicht mehr Wahlleute, da er nur wenig mehr Einwohner als der zurzeit bevölkerungsärmste Staat, Wyoming, hat.

Nach dem zweiten Artikel der Verfassung der Vereinigten Staaten dürfen Wahlleute nicht Senatoren, Mitglieder des Repräsentantenhauses, Beamte der Vereinigten Staaten oder andere Amtsträger der Bundesregierung sein.

## Arbeitsweise

### Aufstellung der Kandidaten
In jedem US-Bundesstaat werden die Kandidaten für das Electoral College (also die potentiellen Wahlleute) nach einzelstaatlichen Regeln und gemäß der Parteisatzungen gewählt oder bestimmt. Meist wählen Parteien im parlamentarischen Prozess, auf Parteitagen oder im Rahmen der Vorwahlen die Kandidaten, oder Gremien der Parteiführungen oder der Präsidentschaftskandidaten beschließen die jeweilige Kandidatenliste.

### Wahl der Wahlleute
Die Wahl des Präsidenten und des Vizepräsidenten erfolgt indirekt alle vier Jahre am Wahltag. Obwohl die Stimmzettel heute gewöhnlich die Namen der Kandidaten für das Präsidenten- und Vizepräsidentenamt selbst enthalten, bestimmen die Wahlberechtigten unmittelbar nur die Wahlleute für den Bundesstaat bzw. für den Bundesdistrikt, in dem sie ihr Wahlrecht ausüben. Nur in wenigen Staaten sind die Wahlleute namentlich auf dem Stimmzettel aufgeführt. Die gewählten Wahlleute wählen später den Präsidenten und Vizepräsidenten.
Die Verfassung der Vereinigten Staaten gibt ihren Bundesstaaten (und dem Bundesdistrikt) das Recht, selbst zu bestimmen, wie sie ihre Wahlleute vergeben:

“Each State shall appoint, in such Manner as the Legislature thereof may direct, a Number of Electors, equal to the whole Number of Senators and Representatives to which the State may be entitled in the Congress: but no Senator or Representative, or Person holding an Office of Trust or Profit under the United States, shall be appointed an Elector.”

„Jeder Staat ernennt in der von seiner gesetzgebenden Körperschaft vorgeschriebenen Weise eine Anzahl von Wahlleuten, welche der Gesamtzahl der dem Staat im Kongress zustehenden Senatoren und Abgeordneten entspricht; jedoch darf kein Senator oder Abgeordneter oder eine Person, die ein besoldetes oder Ehrenamt im Dienste der Vereinigten Staaten bekleidet, zur Wahlperson bestellt werden.“

Im 18. und frühen 19. Jahrhundert wurden die Wahlleute in vielen Staaten nicht direkt vom Volk gewählt, sondern von den Parlamenten der Bundesstaaten. Dieses System wurde allerdings bald durch direkte Wahlsysteme abgelöst. Von 1832 bis 1860 war South Carolina der letzte Staat, der seine Wahlleute noch durch das Parlament bestimmte, mit der Ausnahme von Florida, wo 1868 im Zuge der Reconstruction letztmals das Parlament die Wahlleute wählte.
Heute (Stand 2020) benutzen 48 von 50 Bundesstaaten und der Bundesdistrikt ein relatives Mehrheitswahlrecht, das oft als „Winner-take-all“-System bezeichnet wird. Dabei bestimmt jede politische Partei, die einen Präsidentschaftskandidaten stellt, ihre eigene Gruppe an Wahlleuten pro Bundesstaat, entsprechend der dem Bundesstaat zustehenden Anzahl. Der Kandidat, der die meisten Stimmen auf sich vereint, erhält alle Wahlleute seiner Gruppe, während die anderen Kandidaten leer ausgehen. Das zweite bis heute gebräuchliche System bestimmt einen Wahlmann für jeden Wahlkreis des Repräsentantenhauses, zwei weitere werden staatsweit gewählt. Dieses System wird seit 1972 in Maine und seit 1996 in Nebraska angewandt und führte bei der Präsidentschaftswahl 2008 dazu, dass Nebraska vier Wahlleute für John McCain und einen für Barack Obama wählte. In Maine kam es bei der Präsidentschaftswahl 2016 zur Aufteilung der Stimmen unter den Wahlleuten: Hillary Clinton erhielt drei Stimmen – eine für den 1. Kongressbezirk und die beiden „At-large“-Wahlleute –, und Donald Trump erhielt eine Stimme für den 2. Kongressdistrikt. Bei der Präsidentschaftswahl 2020 kam es erstmals zu einer „geteilten“ Verteilung der Wahlleute in beiden Bundesstaaten: Während Donald Trump erneut den 2. Kongresswahlbezirk Maines gewann, im 1. Bezirk und staatsweit aber Joe Biden unterlag, gewann letzterer den 2. Wahlkreis in Nebraska (Trump siegte staatsweit und in den anderen beiden Wahlbezirken).

### Wahl des Präsidenten und Vizepräsidenten

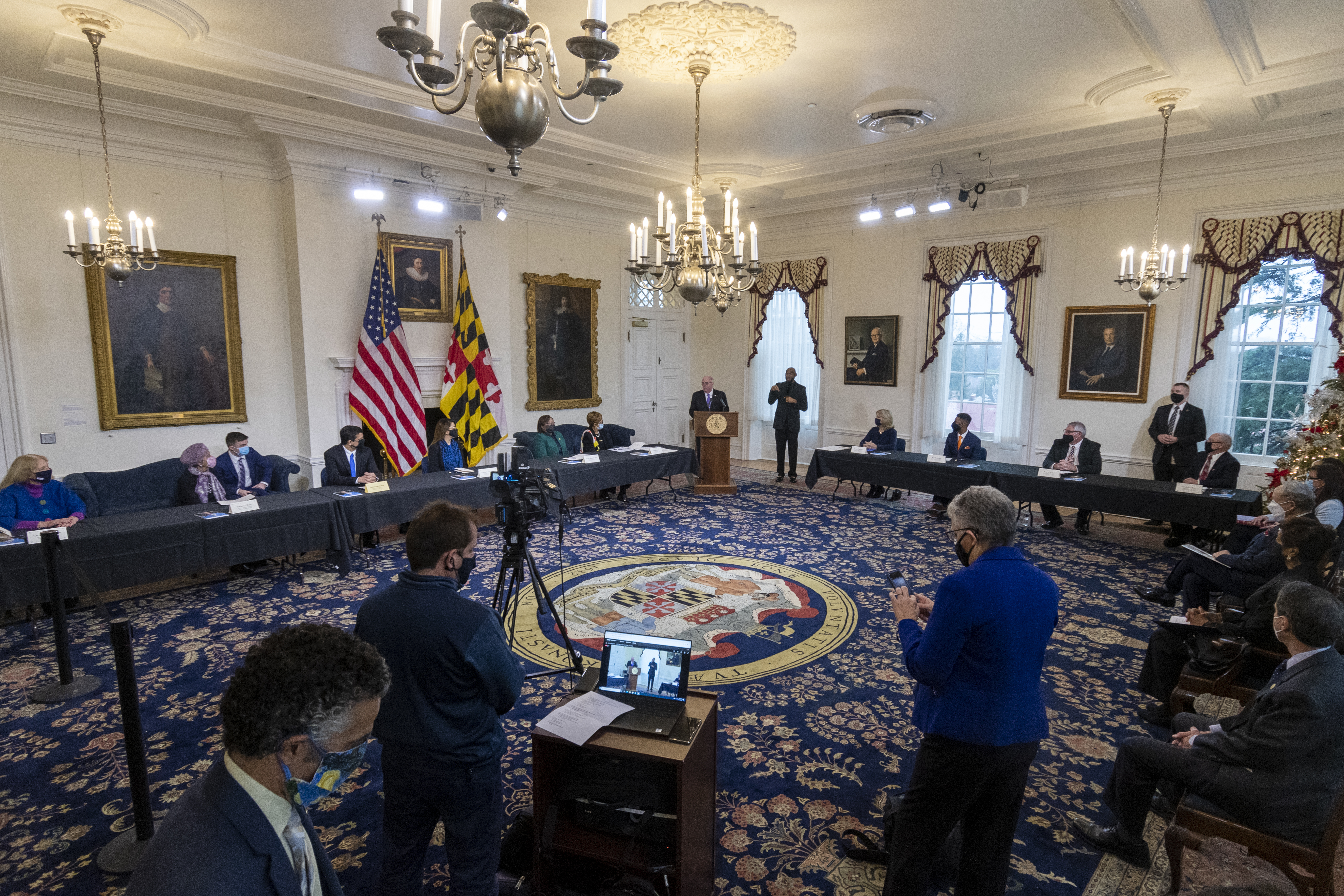
Die Wahlleute des Electoral College versammeln sich in den Hauptstädten ihrer jeweiligen Bundesstaaten bzw. im Bundesdistrikt. Hier die Delegation für Maryland im Jahr 2020.

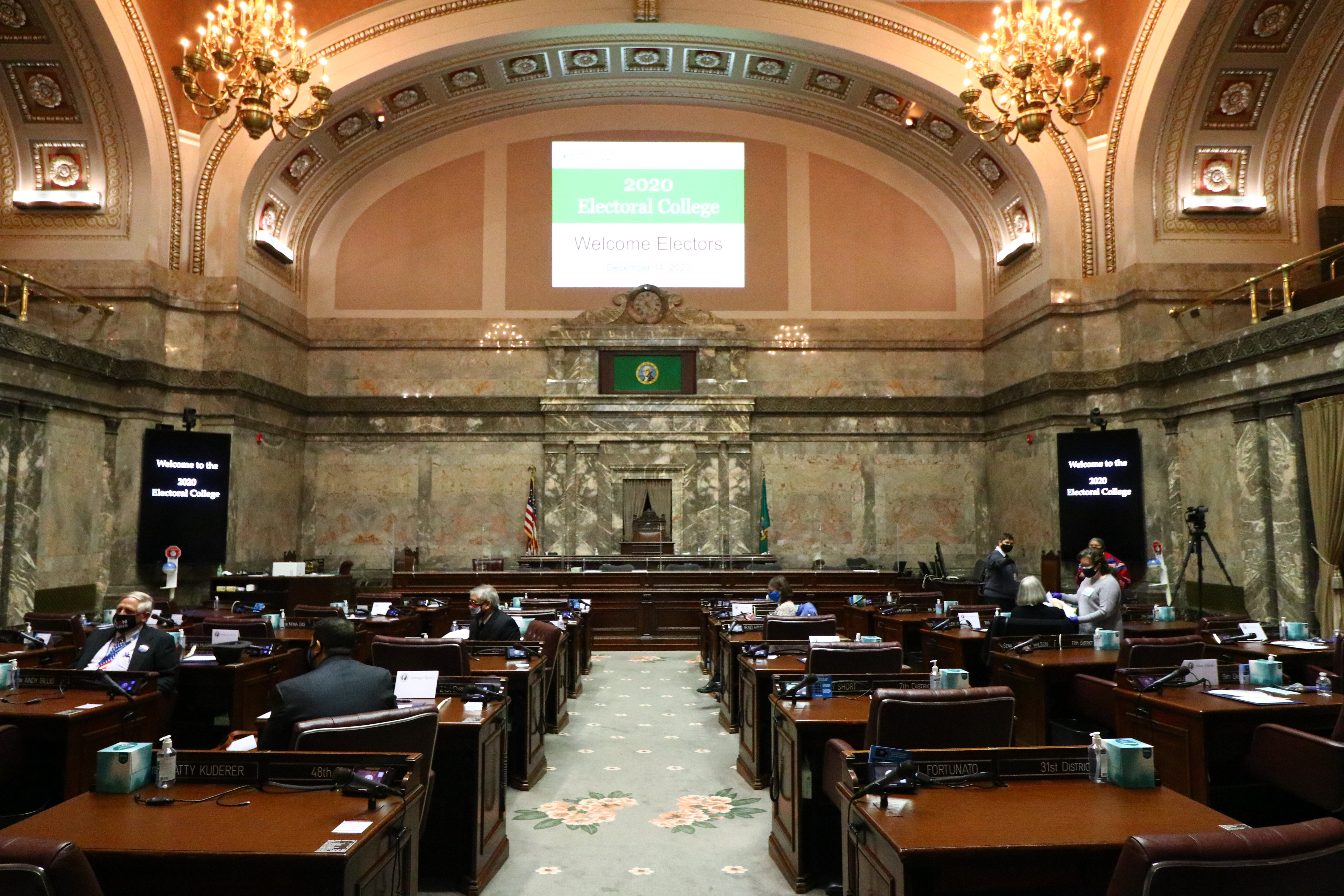
Die Versammlung des Electoral College für den Staat Washington im Jahr 2020

Von 1948 bis 2020 fand die Wahl am ersten Montag nach dem zweiten Mittwoch im Dezember statt, 2024 erstmals am Dienstag nach dem zweiten Mittwoch im Dezember. Die Wahlleute treffen sich in den Hauptstädten ihrer jeweiligen Bundesstaaten bzw. im Bundesdistrikt. Das Electoral College tritt also nie an einem einzigen Ort als ein gemeinsames Gremium zusammen. Die Wahlleute stimmen in zwei unverbundenen Wahlen für einen Präsidentschaftsbewerber und für einen Vizepräsidenten. Ob die Stimmabgabe öffentlich oder geheim erfolgen muss, richtet sich nach den Wahlgesetzen der einzelnen Staaten; beide Verfahren werden angewendet.
Wahlleute, die entgegen dem Willen ihrer Wähler abstimmen, werden als faithless electors bezeichnet. In 24 Bundesstaaten (Stand 2016) sind die Wahlleute frei in ihrer Entscheidung für einen Kandidaten, könnten also auch entgegen dem Wählerwunsch abstimmen. In 26 Bundesstaaten und Washington, D.C. sind die Wahlleute indes per Gesetz – und zusätzlich oft per Gelöbnis an den Staat oder ihre Partei – dazu verpflichtet, nur für einen bestimmten Kandidaten abzustimmen; in Virginia könnte der Gesetzestext allerdings auch als Empfehlung (nicht als Gebot) gelesen werden. In manchen Staaten können faithless electors auch noch nach ihrer Stimmabgabe durch andere Wahlmänner ersetzt werden; die Stimmen der neu eingesetzten Wahlleute ersetzen die Stimmen der abgesetzten Wahlleute. In der Praxis werden in jedem Staat aber ohnehin nur die Unterstützer eines Präsidentschaftskandidaten als Wahlleute bestimmt.
Die Ergebnisse werden in jeder der 51 Teilgruppen des Electoral College ausgezählt, bekannt gemacht und in mehreren Urkunden dokumentiert. Eine Urkunde über das Abstimmungsergebnis wird versiegelt und unter anderem dem amtierenden Vizepräsidenten in seinem offiziellen Amt als Präsident des Senats übersandt.

### Feststellung des Wahlergebnisses auf Bundesebene
Die Ergebnisse in den 50 Staaten und im Bundesdistrikt werden durch den Kongress im Januar festgestellt und zu einem Gesamtergebnis addiert. Präsident und Vizepräsident werden die Kandidaten, die jeweils die absolute Mehrheit der Wahlleutestimmen auf sich vereinigen.

### Regelungen bei erfolgloser Wahl
Wenn kein Präsidentschaftskandidat die absolute Mehrheit erhält, muss das neue Repräsentantenhaus einen Präsidenten wählen. Wenn kein Vizepräsidentschaftskandidat die absolute Mehrheit erhält, so wird der neue Vizepräsident durch den Senat bestimmt.

## Kritik am Electoral College
Das Electoral College wird aus verschiedenen Gründen kritisiert. Häufig wird dabei nicht nur das Gremium als solches thematisiert, sondern das Wahlsystem als Ganzes betrachtet. Auch wenn einige der vorgebrachten Kritikpunkte auch in einem zweistufigen Wahlsystem unter Beibehaltung des Electoral College durch Anpassungen des Wahlrechts beseitigt werden könnten, gibt es immer wieder Forderungen, das Electoral College insgesamt abzuschaffen und ein Direktwahlsystem einzuführen.

### Kritik am mehrstufigen Wahlsystem

Unterstützung und Ablehnung einer Direktwahl des Präsidenten, Umfrage aus dem Jahr 2007

Umfragen, die bis in das Jahr 1944 zurückreichen, zeigen, dass eine beständige Mehrheit der Amerikaner die Idee der Direktwahl des Präsidenten befürwortet. Kritiker führen beispielsweise an, dass das zweistufige Wahlsystem den Wählern nicht immer verständlich sei und diese häufig fälschlicherweise davon ausgingen, am Wahltag direkt für einen bestimmten Kandidaten zu stimmen. Weiter könnte angeführt werden, dass es durch das zweistufige Wahlsystem den faithless electors möglich werde, den Wählerwillen zu verfälschen, indem sie anders als von den Wählern antizipiert stimmten (siehe dazu Unterkapitel). Während in der Gründungsphase der Vereinigten Staaten aufgrund der Größe des Landes und der im Vergleich zu heute unterentwickelten Kommunikationstechnik möglicherweise die besser informierten Wahlleute eine begründetere Wahlentscheidung als die breite Bevölkerung treffen konnten, führen Kritiker an, dass dies heute nicht mehr nötig sei, da die Kandidaten über die modernen Massenmedien und durch bessere Reisemöglichkeiten die Wähler direkt ansprechen könnten.
Befürworter des mehrstufigen Wahlsystems führen an, dass das Electoral College zwischen dem nationalen Wahltag und dem Zusammentritt des Electoral College auf unvorhergesehene Ereignisse reagieren könne. Die Wahlleute könnten zum Beispiel im Fall des Todes eines Kandidaten in diesem Zeitraum einen geeigneten Ersatzkandidaten bestimmen. Da durch das Electoral College ohnehin das Prinzip eines mehrstufigen Wahlsystems etabliert ist, kann der Kongress beim Ausbleiben absoluter Mehrheiten in weiteren Wahlgängen einen Präsidenten und/oder Vizepräsidenten bestimmen (siehe oben), ohne dass die Wahl insgesamt erneut durchgeführt werden müsste und ohne dass dies einen Systembruch im Wahlsystem bedeutete. Im Übrigen habe das System von 51 zunächst unverbundenen Wahlen den Vorteil, dass jedem Staat damit die Möglichkeit gegeben sei, das Wahlrecht weitgehend nach den eigenen Vorstellungen zu gestalten.

### Das Problem derfaithless electors
Ein Wahlmann, der entgegen dem Wählerwunsch abstimmt, wird als faithless elector (deutsch: „treuloser Wahlmann“) bezeichnet. Von Ausnahmefällen abgesehen gab es bei den meisten Präsidentenwahlen nur einzelne Wahlleute, die nicht für die vorgesehenen Kandidaten stimmten. Die Wahl 1796 war die einzige, bei der das Ergebnis durch faithless electors beeinflusst wurde. Insgesamt gab es bis zur Wahl 2020 156 Fälle von faithless electors, die auch gesetzlich gültig waren. Einige Staaten haben die Wahlmänner gesetzlich verpflichtet, wie vor der Wahl angekündigt zu stimmen; in anderen Staaten gilt das Verhalten der treulosen Wahlleute als legal.
Kritiker des Electoral College bemängeln, dass es so theoretisch den eigentlichen Wählerwillen der breiten Bevölkerung missachten könne. Neben dem Mehrheitsprinzip und der ungleichen Wählerrepräsentation sei dies ein weiterer Faktor, der das Ergebnis des popular vote konterkarieren könne. Diesem Argument wird entgegnet, dass – wenn man die Aufgabe der Wahlleute ernst nehme – diesen ein freies Mandat zugestanden werden müsse, so dass die Wahlleute eigenverantwortlich bei unvorhergesehenen Ereignissen ihre Stimme anpassen könnten.
Tatsächlich war eine gewisse Gatekeeper-Funktion der Wahlleute sogar explizit von den Gründervätern vorgesehen: So schrieb Alexander Hamilton in seinem Federalist Paper Nr. 68, dass dadurch solche Personen die letzte Entscheidung über den künftigen Präsidenten treffen, welche „am besten in der Lage sind, die für die Position erforderlichen Qualitäten [eines Kandidaten] zu beurteilen“ und so niemand gewählt würde „der nicht in einem ausreichenden Maße mit den erforderlichen Qualifikationen ausgestattet ist“ oder nur durch Populismus oder Intrigen an die Macht gekommen sei:

“Talents for low intrigue, and the little arts of popularity, may alone suffice to elevate a man to the first honors in a single State; but it will require other talents, and a different kind of merit, to establish him in the esteem and confidence of the whole Union, or of so considerable a portion of it as would be necessary to make him a successful candidate for the distinguished office of President of the United States.”

„Talente für Machtspielchen und die Künste der Popularität können allein genügen, um einen Mann zu den höchsten Ehren in einem einzelnen Bundesstaat zu erheben; aber es erfordert andere Talente und eine andere Art von Verdienst, um ihm die Hochachtung und das Vertrauen der gesamten Union anzuvertrauen, oder eine beachtliche Menge davon, um ihn zu einem erfolgreichen Kandidaten für das ehrwürdige Amt des Präsidenten der Vereinigten Staaten zu machen.“

### Kritik an der Zusammensetzung des Electoral College

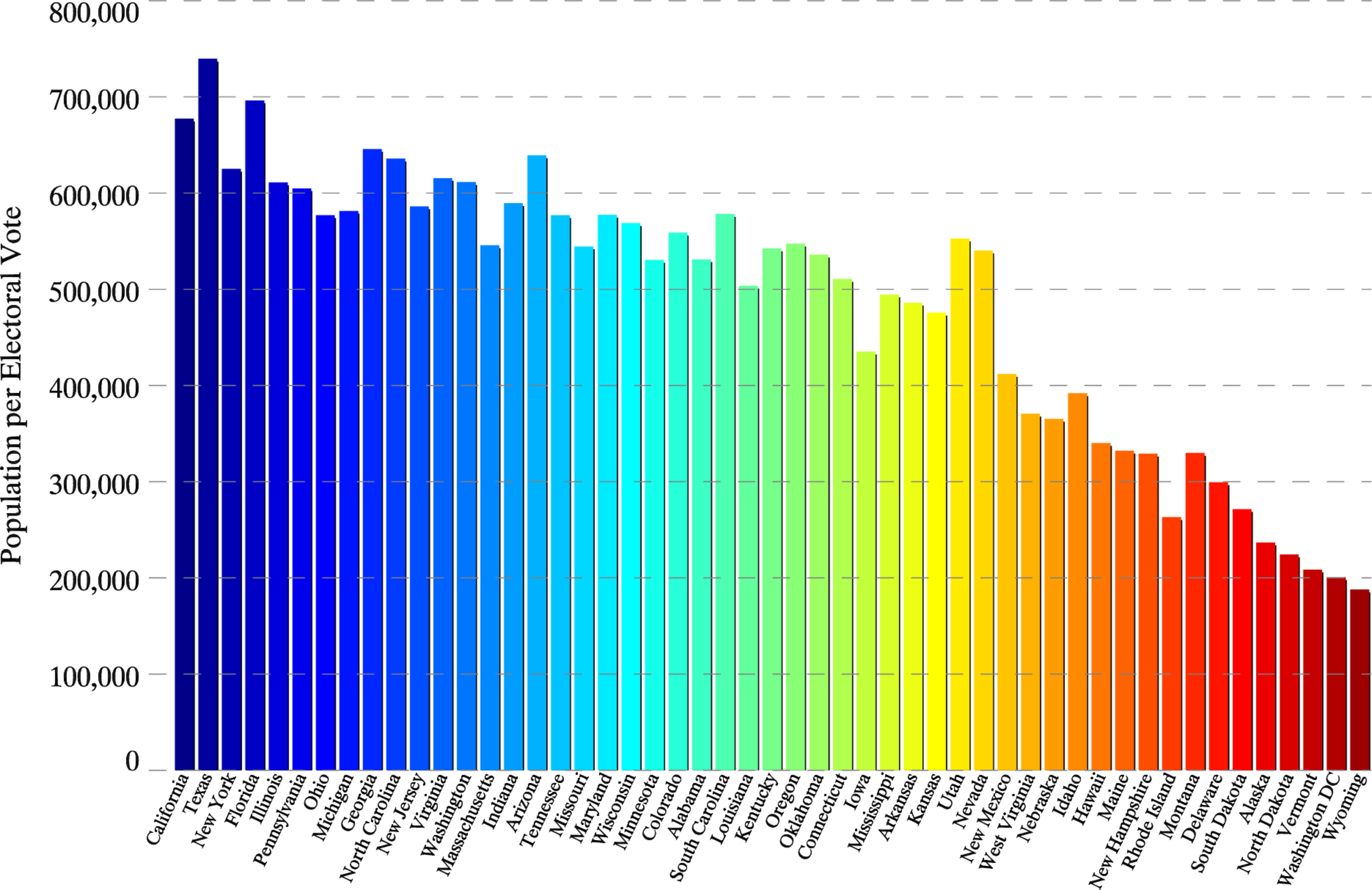
Anzahl der Einwohner pro Wahlmann (Stand 2012)

Die Wahlleute repräsentieren je nach Staat unterschiedlich viele Wahlberechtigte (und auch Einwohner). Dies ist neben weiteren Faktoren maßgeblich darauf zurückführen, dass die Anzahl der Elektoren der kleineren Staaten zum großen Anteil nicht durch die grob der Bevölkerungsgröße entsprechende Zahl der Repräsentanten im Kongress bestimmt, sondern zu großem Anteil von der Anzahl ihrer Senatoren beeinflusst wird. Weil jeder Staat unabhängig von seiner Größe zwei Senatoren hat, sind bevölkerungsärmere Staaten in dieser Hinsicht überrepräsentiert.
So repräsentieren beispielsweise die drei Wahlleute von Wyoming je 187.875 Einwohner, die 18 Wahlleute von Ohio je 640.917 Einwohner und die 55 Wahlleute von Kalifornien je 677.345 Einwohner (Einwohnerzahlen von 2010). Dies führe laut Kritikern zu einer Benachteiligung der Stimmberechtigten einwohnerreicher Staaten. Kritiker sehen darin das demokratische Prinzip der Wahlgleichheit verletzt.
Befürworter dieser Zusammensetzung argumentieren, dass die Zusammensetzung den föderalen Charakter der Vereinigten Staaten widerspiegele. Analog zur Zusammensetzung des Senats, der großen und kleinen Staaten ein gleich großes Stimmgewicht einräumt, sollen die kleineren Staaten geschützt werden, weil ansonsten wenige große Bundesstaaten die kleineren Bundesstaaten leicht überstimmen könnten. Werde die Zusammensetzung des Electoral College nur anhand der Bevölkerungsgröße bestimmt, könnten die Interessen der Wähler aus kleinen – oft auch ländlichen – Staaten und ihre Ansprache durch die Bewerber im Wahlkampf kaum eine Rolle spielen. Im Übrigen spielen so Unterschiede in der Wahlbeteiligung relativ zu anderen Staaten, die nicht nur durch politische Gründe, sondern zum Beispiel durch „natürliche“ Gründe wie die Bevölkerungsdichte, Geographie oder Klima begründet werden, keine Rolle: Unabhängig von der Wahlbeteiligung erhält der Staat die vorher festgelegte Anzahl an Wahlleuten. Im Übrigen sei das Prinzip der Wahlgleichheit nicht verletzt, weil die Stimme jedes Wählers innerhalb eines Staates gleiches Stimmgewicht habe.

### Kritik am Mehrheitswahlsystem auf Staatenebene

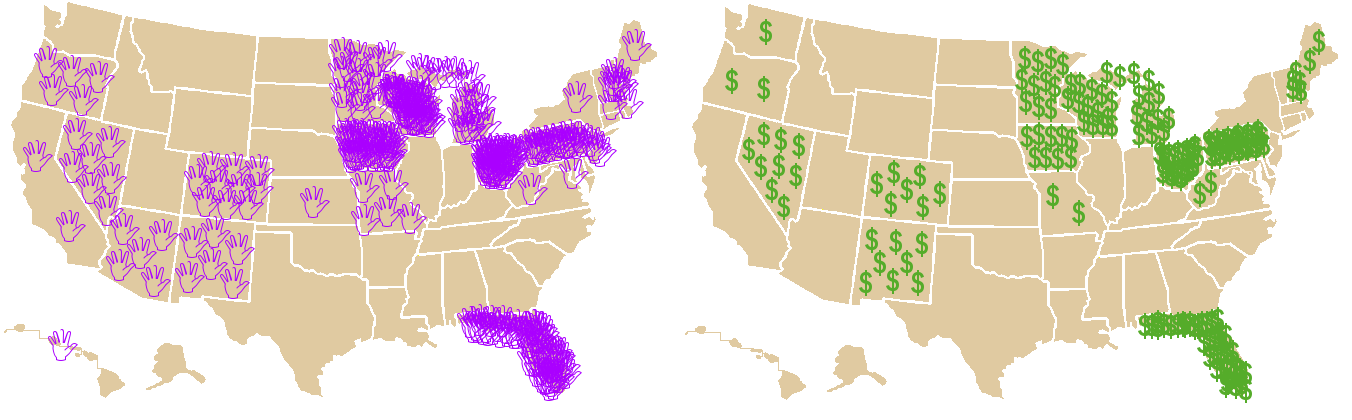
Die 5 Wochen vor der Wahl 2004: links die Zahl der Kandidaten-Besuche pro Staat; rechts die Kandidaten-Ausgaben für TV-Werbung in Millionen US-Dollar

Kritiker am System des einfachen Mehrheitswahlrechts und der konsequent umgesetzten Konkurrenzdemokratie im „Winner-take-all“-Prinzip in den meisten der 51 Abstimmungsgebiete beklagen, dass sich der Wahlkampf hauptsächlich auf die Swing States (die Staaten ohne klare Mehrheitsverhältnisse) konzentriere und damit die Anliegen der Wähler in diesen Bundesstaaten bevorzugt würden. Beispielsweise versprachen im Wahlkampf 2008 sowohl Barack Obama als auch John McCain, neue Weltraumflüge durchzuführen (ohne die Pläne aber zu konkretisieren oder Kontakt mit Experten gesucht zu haben): Im Swing State Florida stellt die NASA mehrere zehntausend Arbeitsplätze.
Befürworter des „Winner-take-all“-Prinzip führen dagegen an, dass so stabile Zwei-Parteiensysteme begünstigt würden. Die Einführung eines Verhältniswahlrechts könne dazu führen, dass schon eine auf viele Staaten verteilte, womöglich relativ schwache relative Mehrheit ausreiche, um die Wahlen zu gewinnen. In den Vereinigten Staaten, in denen traditionell genau zwei Parteien eine Rolle spielen, und die Wahl zum Präsidenten die absolute Mehrheit der Wahlleute erfordert, erzeugt die Vorstellung von mehr als zwei wichtigen Parteien und schwachen relativen Mehrheiten Sorgen vor politischer Destabilisierung. Ferner wird argumentiert, dass das Werben mit politisch-ideologischen Extrempositionen (von möglicherweise extremistischen Kandidaten) im Wahlkampf wenig aussichtsreich erscheine, da der Wahlkampf vorrangig um die Stimmen der Wechselwähler in Swing States geführt werde, die selten politische Extrempositionen verträten, sondern eher die „politische Mitte“ verkörperten, die empfänglich für die in der politischen Debatte vorgebrachten differenzierten, sachbezogenen und vernünftigen Argumente sei.
Ein weiterer Kritikpunkt ist in diesem Zusammenhang, dass die Stimmen der Wähler, die für unterlegene Kandidaten in ihrem Staat bzw. im Bundesdistrikt stimmten, auf das bundesweite Ergebnis keinen Einfluss hätten, auch wenn diese einen beträchtlichen Anteil ausmachten (im Extremfall Kalifornien bedeutete es 2004 zum Beispiel, dass in diesem Bundesstaat 4,5 Millionen Wähler für George W. Bush keine Auswirkungen auf das bundesweite Endergebnis hatten; allein in Florida waren dagegen gleichermaßen fast 3,5 Millionen Stimmen für John Kerry betroffen, weil der jeweils andere den Staat gewonnen hatte und damit restlos alle Wahlleute für das Electoral College bekam). Gegenkritiker wenden ein, dass bei der Wahl von Amtsträgern, für die pro Amt naturgemäß immer nur eine Person gewählt werden könne, auch bei einer bundesweiten Direktwahl die Stimmen der Wähler, die andere Kandidaten gewählt hätten, letztlich im Ergebnis nicht berücksichtigt werden könnten.

### Kritik an der Kombination von Mehrheitswahlsystem und Zusammensetzung
Durch die Kombination Mehrheitswahlrecht auf Ebene der Bundesstaaten und die nicht repräsentative Zusammensetzung des Electoral College verstärken sich einige der bereits oben angeführten Effekte. Insbesondere Wählergruppen in bevölkerungsreichen und daher im Electoral College unterrepräsentierten Bundesstaaten, die nicht zu den Swing States zählen, werden im Wahlkampf nicht in einer Weise umworben, wie es ihrer eigentlichen bevölkerungsmäßigen Bedeutung entsprechen würde.
Besonders auffällige Folge der Kombination dieser beiden Prinzipien sind Extremfälle, in denen der Präsidentschaftskandidat, der landesweit die absolute Mehrheit der Stimmen auf sich vereint (Mehrheit des popular vote), die Wahl dennoch verliert, weil sein Konkurrent eine Mehrheit der Wahlleute erringt. Das trat in der Geschichte der Vereinigten Staaten fünfmal ein. In neuerer Geschichte betraf dies die Präsidentschaftswahlen in den Jahren 2000 und 2016, in denen die Republikaner George W. Bush und Donald Trump jeweils die Mehrheit der Wahlleute errangen, ohne den popular vote für sich entscheiden zu können. Bei der Wahl im Jahr 2000 lag George W. Bush im popular vote hinter Al Gore, konnte aber letztlich durch wenige hundert Stimmen Mehrheit in Florida ins Weiße Haus einziehen.
Um dies als Kritik am Wahlsystem anzuführen, ist aber zu berücksichtigen, dass die landesweite Stimmenmehrheit (die theoretische „Volkswahlmehrheit“) in einer einzigen nicht auf Ebene der Bundesstaaten organisierten Direktwahl anders ausfallen könnte. Auffällig ist nämlich, dass die Wahlbeteiligung in Staaten, in denen eine Partei laut Prognosen weit in Führung liegt, meist wesentlich niedriger ausfällt als in umkämpften Staaten. Außerdem ist die Wahlkampftaktik der Präsidentschaftsanwärter auf ebenjenes Wahlsystem und nicht auf eine Volkswahl ausgelegt. Obwohl die neuere Geschichte nahelegt, dass das System der Wahlleute aktuell republikanische Kandidaten bevorzuge, ist dies wahrscheinlich nicht der Fall. Bei den drei nicht genannten Wahlen seit 2000 hätte das System bei nur ungleich knapperem Ausgang möglicherweise den demokratischen Kandidaten bevorzugt.

## Alternativvorschläge

Status des National Popular Vote Interstate Compact im Mai 2011, untere Karte: proportionale Darstellung (isodemografische Karte) der Bundesstaaten entsprechend ihrem Stimmgewicht im Electoral College (1 Kästchen = 1 Stimme):
Gesetzesinitiative umgesetzt
Gesetzesinitiative in Diskussion, bisher nicht rechtskräftig
Gesetzesinitiative gescheitert

Trotz der Kritik am Electoral College sind die Aussichten auf eine Änderung gering. Das bezirksbasierte Wahlrecht, eine Sonderform des Verhältniswahlrechts auf Ebene der Bundesstaaten, wurde bisher nur in Maine und Nebraska eingeführt; in Colorado wurde beispielsweise ein Änderungsentwurf des Gesetzes zu den Wahlleuten im Jahr 2004 von den Bürgern abgelehnt. In Nebraska und Maine wird in jedem Kongressbezirk ein Wahlmann bestimmt, zwei weitere werden staatsweit gewählt. Dadurch können die Wahlmännerstimmen auch aufgeteilt werden. Dies geschah erstmals bei der Wahl 2008 – Nebraska teilte vier Wahlmänner John McCain und einen Barack Obama zu.
Ein Problem liegt darin, dass das „Winner-take-all“-Prinzip die Bedeutung umkämpfter Staaten für die Kandidaten erhöht, sodass es unwahrscheinlich erscheint, dass einzelne Staaten dieses System abschaffen, während es in anderen in Kraft bleibt. Ein anderes Problem ist, dass eine Änderung der Vergabe der Wahlleute in einem Bundesstaat oft eine Partei klar bevorzugt. Die Verfassung gibt aber ausdrücklich den Einzelstaaten das Recht, über den Wahlmodus zu entscheiden. Ein Verfassungszusatz könnte dies ändern, aber auch er müsste von einer Dreiviertelmehrheit der Bundesstaaten gebilligt werden.
Der National Popular Vote Interstate Compact bietet eine Alternative ohne Verfassungsänderung: Die einzelnen Bundesstaaten verabschieden Gesetze, die ihre jeweiligen Wahlleute verpflichten, für den Kandidaten zu stimmen, der landesweit die meisten Stimmen erhält. Der Knackpunkt ist, dass die Bundesstaaten diese Regelung an die Bedingung knüpfen, dass mindestens 270 Wahlleute (also die absolute Mehrheit) ebenfalls an die Regelung gebunden sind. De facto würde damit das System der Wahlleute von einem Mehrheitswahlrecht abgelöst, aber es bedürfte weder einer Verfassungsänderung noch – zumindest je nach Größe der zustimmenden Bundesstaaten – der Zustimmung von drei Vierteln der Bundesstaaten. Maryland wurde im Jahr 2007 der erste Bundesstaat, der ein entsprechendes Gesetz verabschiedet hat. Bereits 16 weitere Staaten, darunter Kalifornien als Staat mit den meisten Wahlleuten sowie der Bundesdistrikt, haben ähnliche Gesetze erlassen, in anderen Bundesstaaten laufen weitere Gesetzgebungsverfahren. Damit sind bereits 205 Wahlleute bzw. etwa 76 Prozent der benötigten 270 Wahlleute verpflichtet, den Kandidaten mit den meisten Stimmen zu wählen – vorausgesetzt, die anderen Staaten ziehen nach.

## Verteilung der Wahlleute
Anhand der Zensusdaten im Zeitraum zwischen 2012 und 2020 ergibt sich folgende Zusammensetzung des Electoral College:
| Bundesstaat        | Wahlleute | Einwohner pro Elektor | Klausel Verhältniswahlrecht 1 | Gewinner der Präsidentenwahl 2020 in diesem Bundesstaat |
| ------------------ | --------- | --------------------- | ----------------------------- | ------------------------------------------------------- |
| Alabama            | 9         | 531.082               | nein                          | Republikaner                                            |
| Alaska             | 3         | 236.744               | nein                          | Republikaner                                            |
| Arizona            | 11        | 581.092               | nein                          | Demokraten                                              |
| Arkansas           | 6         | 485.986               | nein                          | Republikaner                                            |
| Colorado           | 9         | 558.800               | nein                          | Demokraten                                              |
| Connecticut        | 7         | 510.585               | nein                          | Demokraten                                              |
| Delaware           | 3         | 299.311               | nein                          | Demokraten                                              |
| Florida            | 29        | 648.321               | nein                          | Republikaner                                            |
| Georgia            | 16        | 605.478               | nein                          | Demokraten                                              |
| Hawaii             | 4         | 340.075               | ja                            | Demokraten                                              |
| Idaho              | 4         | 391.896               | nein                          | Republikaner                                            |
| Illinois           | 20        | 641.532               | ja                            | Demokraten                                              |
| Indiana            | 11        | 589.437               | nein                          | Republikaner                                            |
| Iowa               | 6         | 507.726               | nein                          | Republikaner                                            |
| Kalifornien        | 55        | 677.345               | ja                            | Demokraten                                              |
| Kansas             | 6         | 475.520               | nein                          | Republikaner                                            |
| Kentucky           | 8         | 542.421               | nein                          | Republikaner                                            |
| Louisiana          | 8         | 566.672               | nein                          | Republikaner                                            |
| Maine              | 4         | 332.090               | nein                          | 3 Demokraten, 1 Republikaner                            |
| Maryland           | 10        | 577.355               | ja                            | Demokraten                                              |
| Massachusetts      | 11        | 595.239               | ja                            | Demokraten                                              |
| Michigan           | 16        | 617.728               | nein                          | Demokraten                                              |
| Minnesota          | 10        | 530.393               | nein                          | Demokraten                                              |
| Mississippi        | 6         | 494.550               | nein                          | Republikaner                                            |
| Missouri           | 10        | 598.893               | nein                          | Republikaner                                            |
| Montana            | 3         | 329.805               | nein                          | Republikaner                                            |
| Nebraska           | 5         | 365.268               | nein                          | 1 Demokraten, 4 Republikaner                            |
| Nevada             | 6         | 450.092               | nein                          | Demokraten                                              |
| New Hampshire      | 4         | 329.118               | nein                          | Demokraten                                              |
| New Jersey         | 14        | 627.992               | ja                            | Demokraten                                              |
| New Mexico         | 5         | 411.836               | ja                            | Demokraten                                              |
| New York           | 29        | 668.210               | nein                          | Demokraten                                              |
| North Carolina     | 15        | 635.699               | nein                          | Republikaner                                            |
| North Dakota       | 3         | 224.197               | nein                          | Republikaner                                            |
| Ohio               | 18        | 640.917               | nein                          | Republikaner                                            |
| Oklahoma           | 7         | 535.907               | nein                          | Republikaner                                            |
| Oregon             | 7         | 547.296               | nein                          | Demokraten                                              |
| Pennsylvania       | 20        | 635.119               | nein                          | Demokraten                                              |
| Rhode Island       | 4         | 263.142               | nein                          | Demokraten                                              |
| South Carolina     | 9         | 513.929               | nein                          | Republikaner                                            |
| South Dakota       | 3         | 271.393               | nein                          | Republikaner                                            |
| Tennessee          | 11        | 576.919               | nein                          | Republikaner                                            |
| Texas              | 38        | 661.725               | nein                          | Republikaner                                            |
| Utah               | 6         | 460.648               | nein                          | Republikaner                                            |
| Vermont            | 3         | 208.580               | ja                            | Demokraten                                              |
| Virginia           | 13        | 615.463               | nein                          | Demokraten                                              |
| Washington         | 12        | 560.378               | ja                            | Demokraten                                              |
| Washington, D.C.   | 3 2       | 200.574               | ja                            | Demokraten                                              |
| West Virginia      | 5         | 370.599               | nein                          | Republikaner                                            |
| Wisconsin          | 10        | 568.699               | nein                          | Demokraten                                              |
| Wyoming            | 3         | 187.875               | nein                          | Republikaner                                            |
| Vereinigte Staaten | 538       | 573.876               | Staatenregelung               | Demokraten                                              |

## Entwicklung der Wahlleute in den Bundesstaaten
Der folgenden Tabelle kann man entnehmen, welcher Bundesstaat in welchem Wahljahr wie viele Wahlleute hatte. Grau unterlegte Zellen mit Strich bedeuten, dass diese Bundesstaaten in diesem Wahljahr noch keine Wahlleute stellen durften, weil sie entweder als Territorien galten oder noch gar nicht den Vereinigten Staaten angehörten. Grau unterlegte Zellen mit 0 bedeuten, dass die jeweiligen Bundesstaaten wegen des Sezessionskriegs keine Wahlleute stellten. Fett + kursiv hervorgehobene Zahlen bezeichnen das bisherige Maximum an Wahlleuten für den jeweiligen Bundesstaat.
| Wahljahr | Wahljahr       | 1788–1800 | 1788–1800 | 1788–1800 | 1804–1900 | 1804–1900 | 1804–1900 | 1804–1900 | 1804–1900 | 1804–1900 | 1804–1900 | 1804–1900 | 1804–1900 | 1804–1900 | 1804–1900 | 1804–1900 | 1804–1900 | 1804–1900 | 1804–1900 | 1804–1900 | 1804–1900 | 1804–1900 | 1904–2000 | 1904–2000 | 1904–2000           | 1904–2000   | 1904–2000 | 1904–2000 | 1904–2000 | 1904–2000 | 1904–2000   | 1904–2000 | 1904–2000   | 2004–   | 2004–       | 2004– |
| Wahljahr | Wahljahr       | '88       | '92       | '96 '00   | '04 '08   | '12       | '16       | '20       | '24 '28   | '32       | '36 '40   | '44       | '48       | '52 '56   | '60       | '64       | '68       | '72       | '76 '80   | '84 '88   | '92       | '96 '00   | '04       | '08       | '12 '16 '20 '24 '28 | '32 '36 '40 | '44 '48   | '52 '56   | '60       | '64 '68   | '72 '76 '80 | '84 '88   | '92 '96 '00 | '04 '08 | '12 '16 '20 | '24   |
| #        | Total          | 81        | 135       | 138       | 176       | 218       | 221       | 235       | 261       | 288       | 294       | 275       | 290       | 296       | 303       | 234       | 294       | 366       | 369       | 401       | 444       | 447       | 476       | 483       | 531                 | 531         | 531       | 531       | 537       | 538       | 538         | 538       | 538         | 538     | 538         | 538   |
|          | State          |           |           |           |           |           |           |           |           |           |           |           |           |           |           |           |           |           |           |           |           |           |           |           |                     |             |           |           |           |           |             |           |             |         |             |       |
| -------- | -------------- | --------- | --------- | --------- | --------- | --------- | --------- | --------- | --------- | --------- | --------- | --------- | --------- | --------- | --------- | --------- | --------- | --------- | --------- | --------- | --------- | --------- | --------- | --------- | ------------------- | ----------- | --------- | --------- | --------- | --------- | ----------- | --------- | ----------- | ------- | ----------- | ----- |
| 22       | Alabama        | --        | --        | --        | --        | --        | --        | 3         | 5         | 7         | 7         | 9         | 9         | 9         | 9         | 0         | 8         | 10        | 10        | 10        | 11        | 11        | 11        | 11        | 12                  | 11          | 11        | 11        | 11        | 10        | 9           | 9         | 9           | 9       | 9           | 9     |
| 49       | Alaska         | --        | --        | --        | --        | --        | --        | --        | --        | --        | --        | --        | --        | --        | --        | --        | --        | --        | --        | --        | --        | --        | --        | --        | --                  | --          | --        | --        | 3         | 3         | 3           | 3         | 3           | 3       | 3           | 3     |
| 48       | Arizona        | --        | --        | --        | --        | --        | --        | --        | --        | --        | --        | --        | --        | --        | --        | --        | --        | --        | --        | --        | --        | --        | --        | --        | 3                   | 3           | 4         | 4         | 4         | 5         | 6           | 7         | 8           | 10      | 11          | 11    |
| 25       | Arkansas       | --        | --        | --        | --        | --        | --        | --        | --        | --        | 3         | 3         | 3         | 4         | 4         | 0         | 5         | 6         | 6         | 7         | 8         | 8         | 9         | 9         | 9                   | 9           | 9         | 8         | 8         | 6         | 6           | 6         | 6           | 6       | 6           | 6     |
| 31       | California     | --        | --        | --        | --        | --        | --        | --        | --        | --        | --        | --        | --        | 4         | 4         | 5         | 5         | 6         | 6         | 8         | 9         | 9         | 10        | 10        | 13                  | 22          | 25        | 32        | 32        | 40        | 45          | 47        | 54          | 55      | 55          | 54    |
| 38       | Colorado       | --        | --        | --        | --        | --        | --        | --        | --        | --        | --        | --        | --        | --        | --        | --        | --        | --        | 3         | 3         | 4         | 4         | 5         | 5         | 6                   | 6           | 6         | 6         | 6         | 6         | 7           | 8         | 8           | 9       | 9           | 10    |
| 5        | Connecticut    | 7         | 9         | 9         | 9         | 9         | 9         | 9         | 8         | 8         | 8         | 6         | 6         | 6         | 6         | 6         | 6         | 6         | 6         | 6         | 6         | 6         | 7         | 7         | 7                   | 8           | 8         | 8         | 8         | 8         | 8           | 8         | 8           | 7       | 7           | 7     |
| --       | D.C.           | --        | --        | --        | --        | --        | --        | --        | --        | --        | --        | --        | --        | --        | --        | --        | --        | --        | --        | --        | --        | --        | --        | --        | --                  | --          | --        | --        | --        | 3         | 3           | 3         | 3           | 3       | 3           | 3     |
| 1        | Delaware       | 3         | 3         | 3         | 3         | 4         | 4         | 4         | 3         | 3         | 3         | 3         | 3         | 3         | 3         | 3         | 3         | 3         | 3         | 3         | 3         | 3         | 3         | 3         | 3                   | 3           | 3         | 3         | 3         | 3         | 3           | 3         | 3           | 3       | 3           | 3     |
| 27       | Florida        | --        | --        | --        | --        | --        | --        | --        | --        | --        | --        | --        | 3         | 3         | 3         | 0         | 3         | 4         | 4         | 4         | 4         | 4         | 5         | 5         | 6                   | 7           | 8         | 10        | 10        | 14        | 17          | 21        | 25          | 27      | 29          | 30    |
| 4        | Georgia        | 5         | 4         | 4         | 6         | 8         | 8         | 8         | 9         | 11        | 11        | 10        | 10        | 10        | 10        | 0         | 9         | 11        | 11        | 12        | 13        | 13        | 13        | 13        | 14                  | 12          | 12        | 12        | 12        | 12        | 12          | 12        | 13          | 15      | 16          | 16    |
| 50       | Hawaii         | --        | --        | --        | --        | --        | --        | --        | --        | --        | --        | --        | --        | --        | --        | --        | --        | --        | --        | --        | --        | --        | --        | --        | --                  | --          | --        | --        | 3         | 4         | 4           | 4         | 4           | 4       | 4           | 4     |
| 43       | Idaho          | --        | --        | --        | --        | --        | --        | --        | --        | --        | --        | --        | --        | --        | --        | --        | --        | --        | --        | --        | 3         | 3         | 3         | 3         | 4                   | 4           | 4         | 4         | 4         | 4         | 4           | 4         | 4           | 4       | 4           | 4     |
| 21       | Illinois       | --        | --        | --        | --        | --        | --        | 3         | 3         | 5         | 5         | 9         | 9         | 11        | 11        | 16        | 16        | 21        | 21        | 22        | 24        | 24        | 27        | 27        | 29                  | 29          | 28        | 27        | 27        | 26        | 26          | 24        | 22          | 21      | 20          | 19    |
| 19       | Indiana        | --        | --        | --        | --        | --        | 3         | 3         | 5         | 9         | 9         | 12        | 12        | 13        | 13        | 13        | 13        | 15        | 15        | 15        | 15        | 15        | 15        | 15        | 15                  | 14          | 13        | 13        | 13        | 13        | 13          | 12        | 12          | 11      | 11          | 11    |
| 29       | Iowa           | --        | --        | --        | --        | --        | --        | --        | --        | --        | --        | --        | 4         | 4         | 4         | 8         | 8         | 11        | 11        | 13        | 13        | 13        | 13        | 13        | 13                  | 11          | 10        | 10        | 10        | 9         | 8           | 8         | 7           | 7       | 6           | 6     |
| 34       | Kansas         | --        | --        | --        | --        | --        | --        | --        | --        | --        | --        | --        | --        | --        | --        | 3         | 3         | 5         | 5         | 9         | 10        | 10        | 10        | 10        | 10                  | 9           | 8         | 8         | 8         | 7         | 7           | 7         | 6           | 6       | 6           | 6     |
| 15       | Kentucky       | --        | 4         | 4         | 8         | 12        | 12        | 12        | 14        | 15        | 15        | 12        | 12        | 12        | 12        | 11        | 11        | 12        | 12        | 13        | 13        | 13        | 13        | 13        | 13                  | 11          | 11        | 10        | 10        | 9         | 9           | 9         | 8           | 8       | 8           | 8     |
| 18       | Louisiana      | --        | --        | --        | --        | 3         | 3         | 3         | 5         | 5         | 5         | 6         | 6         | 6         | 6         | 0         | 7         | 8         | 8         | 8         | 8         | 8         | 9         | 9         | 10                  | 10          | 10        | 10        | 10        | 10        | 10          | 10        | 9           | 9       | 8           | 8     |
| 23       | Maine          | --        | --        | --        | --        | --        | --        | 9         | 9         | 10        | 10        | 9         | 9         | 8         | 8         | 7         | 7         | 7         | 7         | 6         | 6         | 6         | 6         | 6         | 6                   | 5           | 5         | 5         | 5         | 4         | 4           | 4         | 4           | 4       | 4           | 4     |
| 7        | Maryland       | 8         | 10        | 10        | 11        | 11        | 11        | 11        | 11        | 10        | 10        | 8         | 8         | 8         | 8         | 7         | 7         | 8         | 8         | 8         | 8         | 8         | 8         | 8         | 8                   | 8           | 8         | 9         | 9         | 10        | 10          | 10        | 10          | 10      | 10          | 10    |
| 6        | Massachusetts  | 10        | 16        | 16        | 19        | 22        | 22        | 15        | 15        | 14        | 14        | 12        | 12        | 13        | 13        | 12        | 12        | 13        | 13        | 14        | 15        | 15        | 16        | 16        | 18                  | 17          | 16        | 16        | 16        | 14        | 14          | 13        | 12          | 12      | 11          | 11    |
| 26       | Michigan       | --        | --        | --        | --        | --        | --        | --        | --        | --        | 3         | 5         | 5         | 6         | 6         | 8         | 8         | 11        | 11        | 13        | 14        | 14        | 14        | 14        | 15                  | 19          | 19        | 20        | 20        | 21        | 21          | 20        | 18          | 17      | 16          | 15    |
| 32       | Minnesota      | --        | --        | --        | --        | --        | --        | --        | --        | --        | --        | --        | --        | --        | 4         | 4         | 4         | 5         | 5         | 7         | 9         | 9         | 11        | 11        | 12                  | 11          | 11        | 11        | 11        | 10        | 10          | 10        | 10          | 10      | 10          | 10    |
| 20       | Mississippi    | --        | --        | --        | --        | --        | --        | 3         | 3         | 4         | 4         | 6         | 6         | 7         | 7         | 0         | 0         | 8         | 8         | 9         | 9         | 9         | 10        | 10        | 10                  | 9           | 9         | 8         | 8         | 7         | 7           | 7         | 7           | 6       | 6           | 6     |
| 24       | Missouri       | --        | --        | --        | --        | --        | --        | 3         | 3         | 4         | 4         | 7         | 7         | 9         | 9         | 11        | 11        | 15        | 15        | 16        | 17        | 17        | 18        | 18        | 18                  | 15          | 15        | 13        | 13        | 12        | 12          | 11        | 11          | 11      | 10          | 10    |
| 41       | Montana        | --        | --        | --        | --        | --        | --        | --        | --        | --        | --        | --        | --        | --        | --        | --        | --        | --        | --        | --        | 3         | 3         | 3         | 3         | 4                   | 4           | 4         | 4         | 4         | 4         | 4           | 4         | 3           | 3       | 3           | 4     |
| 37       | Nebraska       | --        | --        | --        | --        | --        | --        | --        | --        | --        | --        | --        | --        | --        | --        | --        | 3         | 3         | 3         | 5         | 8         | 8         | 8         | 8         | 8                   | 7           | 6         | 6         | 6         | 5         | 5           | 5         | 5           | 5       | 5           | 5     |
| 36       | Nevada         | --        | --        | --        | --        | --        | --        | --        | --        | --        | --        | --        | --        | --        | --        | 3         | 3         | 3         | 3         | 3         | 3         | 3         | 3         | 3         | 3                   | 3           | 3         | 3         | 3         | 3         | 3           | 4         | 4           | 5       | 6           | 6     |
| 9        | New Hampshire  | 5         | 6         | 6         | 7         | 8         | 8         | 8         | 8         | 7         | 7         | 6         | 6         | 5         | 5         | 5         | 5         | 5         | 5         | 4         | 4         | 4         | 4         | 4         | 4                   | 4           | 4         | 4         | 4         | 4         | 4           | 4         | 4           | 4       | 4           | 4     |
| 3        | New Jersey     | 6         | 7         | 7         | 8         | 8         | 8         | 8         | 8         | 8         | 8         | 7         | 7         | 7         | 7         | 7         | 7         | 9         | 9         | 9         | 10        | 10        | 12        | 12        | 14                  | 16          | 16        | 16        | 16        | 17        | 17          | 16        | 15          | 15      | 14          | 14    |
| 47       | New Mexico     | --        | --        | --        | --        | --        | --        | --        | --        | --        | --        | --        | --        | --        | --        | --        | --        | --        | --        | --        | --        | --        | --        | --        | 3                   | 3           | 4         | 4         | 4         | 4         | 4           | 5         | 5           | 5       | 5           | 5     |
| 11       | New York       | 8         | 12        | 12        | 19        | 29        | 29        | 29        | 36        | 42        | 42        | 36        | 36        | 35        | 35        | 33        | 33        | 35        | 35        | 36        | 36        | 36        | 39        | 39        | 45                  | 47          | 47        | 45        | 45        | 43        | 41          | 36        | 33          | 31      | 29          | 28    |
| 12       | North Carolina | --        | 12        | 12        | 14        | 15        | 15        | 15        | 15        | 15        | 15        | 11        | 11        | 10        | 10        | 0         | 9         | 10        | 10        | 11        | 11        | 11        | 12        | 12        | 12                  | 13          | 14        | 14        | 14        | 13        | 13          | 13        | 14          | 15      | 15          | 16    |
| 39       | North Dakota   | --        | --        | --        | --        | --        | --        | --        | --        | --        | --        | --        | --        | --        | --        | --        | --        | --        | --        | --        | 3         | 3         | 4         | 4         | 5                   | 4           | 4         | 4         | 4         | 4         | 3           | 3         | 3           | 3       | 3           | 3     |
| 17       | Ohio           | --        | --        | --        | 3         | 8         | 8         | 8         | 16        | 21        | 21        | 23        | 23        | 23        | 23        | 21        | 21        | 22        | 22        | 23        | 23        | 23        | 23        | 23        | 24                  | 26          | 25        | 25        | 25        | 26        | 25          | 23        | 21          | 20      | 18          | 17    |
| 46       | Oklahoma       | --        | --        | --        | --        | --        | --        | --        | --        | --        | --        | --        | --        | --        | --        | --        | --        | --        | --        | --        | --        | --        | --        | 7         | 10                  | 11          | 10        | 8         | 8         | 8         | 8           | 8         | 8           | 7       | 7           | 7     |
| 33       | Oregon         | --        | --        | --        | --        | --        | --        | --        | --        | --        | --        | --        | --        | --        | 3         | 3         | 3         | 3         | 3         | 3         | 4         | 4         | 4         | 4         | 5                   | 5           | 6         | 6         | 6         | 6         | 6           | 7         | 7           | 7       | 7           | 8     |
| 2        | Pennsylvania   | 10        | 15        | 15        | 20        | 25        | 25        | 25        | 28        | 30        | 30        | 26        | 26        | 27        | 27        | 26        | 26        | 29        | 29        | 30        | 32        | 32        | 34        | 34        | 38                  | 36          | 35        | 32        | 32        | 29        | 27          | 25        | 23          | 21      | 20          | 19    |
| 13       | Rhode Island   | --        | 4         | 4         | 4         | 4         | 4         | 4         | 4         | 4         | 4         | 4         | 4         | 4         | 4         | 4         | 4         | 4         | 4         | 4         | 4         | 4         | 4         | 4         | 5                   | 4           | 4         | 4         | 4         | 4         | 4           | 4         | 4           | 4       | 4           | 4     |
| 8        | South Carolina | 7         | 8         | 8         | 10        | 11        | 11        | 11        | 11        | 11        | 11        | 9         | 9         | 8         | 8         | 0         | 6         | 7         | 7         | 9         | 9         | 9         | 9         | 9         | 9                   | 8           | 8         | 8         | 8         | 8         | 8           | 8         | 8           | 8       | 9           | 9     |
| 40       | South Dakota   | --        | --        | --        | --        | --        | --        | --        | --        | --        | --        | --        | --        | --        | --        | --        | --        | --        | --        | --        | 4         | 4         | 4         | 4         | 5                   | 4           | 4         | 4         | 4         | 4         | 4           | 3         | 3           | 3       | 3           | 3     |
| 16       | Tennessee      | --        | --        | 3         | 5         | 8         | 8         | 8         | 11        | 15        | 15        | 13        | 13        | 12        | 12        | 0         | 10        | 12        | 12        | 12        | 12        | 12        | 12        | 12        | 12                  | 11          | 12        | 11        | 11        | 11        | 10          | 11        | 11          | 11      | 11          | 11    |
| 28       | Texas          | --        | --        | --        | --        | --        | --        | --        | --        | --        | --        | --        | 4         | 4         | 4         | 0         | 0         | 8         | 8         | 13        | 15        | 15        | 18        | 18        | 20                  | 23          | 23        | 24        | 24        | 25        | 26          | 29        | 32          | 34      | 38          | 40    |
| 45       | Utah           | --        | --        | --        | --        | --        | --        | --        | --        | --        | --        | --        | --        | --        | --        | --        | --        | --        | --        | --        | --        | 3         | 3         | 3         | 4                   | 4           | 4         | 4         | 4         | 4         | 4           | 5         | 5           | 5       | 6           | 6     |
| 14       | Vermont        | --        | 4         | 4         | 6         | 8         | 8         | 8         | 7         | 7         | 7         | 6         | 6         | 5         | 5         | 5         | 5         | 5         | 5         | 4         | 4         | 4         | 4         | 4         | 4                   | 3           | 3         | 3         | 3         | 3         | 3           | 3         | 3           | 3       | 3           | 3     |
| 10       | Virginia       | 12        | 21        | 21        | 24        | 25        | 25        | 25        | 24        | 23        | 23        | 17        | 17        | 15        | 15        | 0         | 0         | 11        | 11        | 12        | 12        | 12        | 12        | 12        | 12                  | 11          | 11        | 12        | 12        | 12        | 12          | 12        | 13          | 13      | 13          | 13    |
| 42       | Washington     | --        | --        | --        | --        | --        | --        | --        | --        | --        | --        | --        | --        | --        | --        | --        | --        | --        | --        | --        | 4         | 4         | 5         | 5         | 7                   | 8           | 8         | 9         | 9         | 9         | 9           | 10        | 11          | 11      | 12          | 12    |
| 35       | West Virginia  | --        | --        | --        | --        | --        | --        | --        | --        | --        | --        | --        | --        | --        | --        | 5         | 5         | 5         | 5         | 6         | 6         | 6         | 7         | 7         | 8                   | 8           | 8         | 8         | 8         | 7         | 6           | 6         | 5           | 5       | 5           | 4     |
| 30       | Wisconsin      | --        | --        | --        | --        | --        | --        | --        | --        | --        | --        | --        | 4         | 5         | 5         | 8         | 8         | 10        | 10        | 11        | 12        | 12        | 13        | 13        | 13                  | 12          | 12        | 12        | 12        | 12        | 11          | 11        | 11          | 10      | 10          | 10    |
| 44       | Wyoming        | --        | --        | --        | --        | --        | --        | --        | --        | --        | --        | --        | --        | --        | --        | --        | --        | --        | --        | --        | 3         | 3         | 3         | 3         | 3                   | 3           | 3         | 3         | 3         | 3         | 3           | 3         | 3           | 3       | 3           | 3     |
| #        | Total          | 81        | 135       | 138       | 176       | 218       | 221       | 235       | 261       | 288       | 294       | 275       | 290       | 296       | 303       | 234       | 294       | 366       | 369       | 401       | 444       | 447       | 476       | 483       | 531                 | 531         | 531       | 531       | 537       | 538       | 538         | 538       | 538         | 538     | 538         | 538   |

## Belege
1. ↑  Hartmut Wasser, Michael Eilfort: Politische Parteien und Wahlen. In: Peter Lösche, Hans Dietrich von Loeffelholz (Hrsg.): Länderbericht USA. Geschichte, Politik, Wirtschaft, Gesellschaft, Kultur. 4. Auflage. Band 401. Bundeszentrale für politische Bildung, Bonn 2004, ISBN 3-89331-485-7, S. 319–352, hier S. 344 f..
2. ↑  Söhnke Schreyer: Wahlsystem und Wählerverhalten. In: Wolfgang Jäger, Christoph M. Haas, Wolfgang Welz (Hrsg.): Regierungssystem der USA (= Arno Mohr [Hrsg.]: Lehr- und Handbücher der Politikwissenschaft). 3. Auflage. De Gruyter Oldenbourg, München/Wien 2007, ISBN 978-3-486-58438-7, S. 265–288, hier S. 268 f.
3. 1 2  Kennedy wins election by slim margin. In: upi.com. 9. November 1960, abgerufen am 2. März 2024 (englisch).
4. ↑  Wie geht es nach der Wahl weiter? In: Zeit Online. 7. November 2020, abgerufen am 14. Dezember 2020.
5. ↑  Maine Election Results 2016. In: New York Times. 10. Februar 2017, abgerufen am 18. Dezember 2020 (englisch).
6. ↑  Electoral Count Reform and Presidential Transition Improvement Act of 2022. Abgerufen am 17. Dezember 2024 (englisch).
7. ↑  Meeting and vote of electors. Abgerufen am 17. Dezember 2024 (englisch).
8. ↑  Cornelia Karin Hendrich: Welchen Spielraum haben die Wahlmänner? Sieger Donald Trump. In: Welt Online. 10. November 2016, abgerufen am 18. Dezember 2020.
9. ↑  Electoral College. About the electors. U.S. National Archives and Records Administration, 26. August 2020, abgerufen am 18. Dezember 2020 (englisch, inbes. Abschnitt Are there restrictions on who the electors can vote for?).
10. ↑  §15. Counting electoral votes in Congress. In: United States Code. Office of the Law Revision Counsel of the United States House of Representatives, abgerufen am 18. Dezember 2020 (englisch, United States Code. Titel 3 – The President. Kapitel 1 – Presidential elections and vacancies. §15 – Counting electoral votes in Congress [3 USC 15]).
11. ↑  Survey of Political Independents. (PDF; 81 kB) In: The Washington Post. 2007, abgerufen am 18. Dezember 2020 (englisch).
12. ↑  Americans Have Historically Favored Changing Way Presidents are Elected. Historical polling data show majority favored abolishing Electoral College system more than 50 years ago. Gallup News Service, 10. November 2000, abgerufen am 18. Dezember 2020 (englisch).
13. ↑  Russell Wheeler: Can the Electoral College be subverted by “faithless electors”? Brookings Institution, 21. Oktober 2020, abgerufen am 18. Dezember 2020 (englisch).
14. ↑  Alexander Hamilton: Fœderalist No. 67. In: The Fœderalist (Dawson edition). Morrisiana, NY, 1863 (wikisource.org [abgerufen am 20. Oktober 2022]).
15. ↑  Matthew Soberg Shugart: “Elections”: The American Process of Selecting a President: A Comparative Perspective. In: Presidential Studies Quarterly, Vol. 34, No. 3, September 2004, S. 632–655, hier S. 640 f. (=The Public Presidency); ISSN 0360-4918; JSTOR:27552617.
16. 1 2  Bill Schneider: Dropping out of the electoral college. In: CNN. 10. April 2007, abgerufen am 18. Dezember 2020 (englisch).
17. ↑  Matthew Soberg Shugart: “Elections”: The American Process of Selecting a President: A Comparative Perspective. In: Presidential Studies Quarterly. Vol. 34, No. 3, Sep. 2004 (=The Public Presidency), ISSN 0360-4918, S. 632–655; hier: S. 641 f.
18. ↑  Nate Silver: Will The Electoral College Doom The Democrats Again. In: FiveThirtyEight. ABC News Internet Ventures, 14. November 2016, abgerufen am 18. Dezember 2020 (englisch).
19. ↑  Joel Connelly: Electoral College is past its prime. In: Seattlepi.com. 22. März 2011, abgerufen am 18. Dezember 2020 (englisch, ursprünglich erschienen als Seattle Post-Intelligencer Kolumne; mit einer IP-Adresse aus der EU nicht abrufbar).
20. ↑  National Popular Vote. National Popular Vote Inc., November 2020, abgerufen am 18. Dezember 2020 (englisch).
21. ↑  Tom Curry: Is it time to scrap the Electoral College? In: NBC News. MSNBC, 21. November 2008, abgerufen am 18. Dezember 2020 (englisch).
22. ↑  2010 Census. In: Census.gov. United States Census Bureau, abgerufen am 18. Dezember 2020 (englisch).
23. ↑  Cook Political Report. cookpolitical.com; abgerufen am 13. Dezember 2020.
24. ↑  Presidential Elections 1789–2000